# Arrondissement Metz-Campagne
Metz-Campagne is een voormalig arrondissement van het Franse departement Moselle in de regio Lotharingen.
Het was een van de drie Franse arrondissementen waarvan de hoofdplaats in een ander arrondissement lag. Alle drie werden op 1 januari 2015 opgeheven. In dit geval betrof het de onderprefectuur Metz, dat in het aangrenzende arrondissement Metz-Ville lag. Metz-Campagne werd opgeheven, de gemeentes opgenomen in het arrondissement Metz-Ville dat werd hernoemd naar het huidige arrondissement Metz.
In 1871 werd het toenmalige arrondissement Metz onderdeel van het Bezirk Lothringen van het door het Duitse Keizerrijk geannexeerde Reichsland Elzas-Lotharingen maar de stad Metz werd een Kreisfreie Stadt. Toen in 1918, na de Eerste Wereldoorlog Frankrijk Elzas-Lotharingen weer annexeerde werd het arrondissement Metz zonder de stad opgenomen als Metz-Campagne en de Kreisfreie Stadt omgevormd tot het arrondissement Metz-Ville.

## Kantons
Het arrondissement was samengesteld uit de volgende kantons:
- Kanton Ars-sur-Moselle
- Kanton Maizières-lès-Metz
- Kanton Marange-Silvange
- Kanton Montigny-lès-Metz
- Kanton Pange
- Kanton Rombas
- Kanton Verny
- Kanton Vigy
- Kanton Woippy